# Hibana arunda
Hibana arunda är en spindelart som först beskrevs av Norman I. Platnick 1974.  Hibana arunda ingår i släktet Hibana och familjen spökspindlar. Inga underarter finns listade i Catalogue of Life.